# Araiophos
Araiophos és un gènere de peixos pertanyent a la família dels esternoptíquids.

## Taxonomia
- Araiophos eastropas (Ahlstrom & Moser, 1969)[2]
- Araiophos gracilis (Grey, 1961)[1]